# Tafilah
Tafilah (în arabă الطفيلة, transliterat: 'aṭ-Ṭafīlah) este un oraș cu o populație de 27.559 de locuitori în sudul Iordaniei, situat la 183 kilometeri (114 mi) sud-vest de Amman. Este reședința Guvernoratului Tafilah. Este bine cunoscut pentru faptul că are grădini verzi care conțin măsline și copaci de smochin și viță-de-vie. Tafilah a fost construit pentru prima dată de edomiți și a fost numit Tophel.
Există peste 360 de izvoare naturale în zona at-Tafilah, lacul natural de acumulare de la Dana și   izvoarele naturale de la Afra și Burbeita.

## Populație
În 1961 erau 4.506 locuitori în Tafila.

## Districte
Orașul Tafilah este organizat în șase districte:
- Al Ees (منطقة العيص)
- Al Baqee' (منطقة البقيع)
- Wadi Zaid (منطقة وادي زيد)
- Aimah (منطقة عيمه)
- Al Hussein (منطقة الحسين )
- Ain Al Baidha (منطقة العين البيضاء)
- Al Mansoura (منطقه المنصوره)

## Turism
Deși Guvernoratul Tafilah are o istorie bogată, fiind nucleul vechiului regat al Edomului, are unul dintre cele mai mici număr de turiști din Iordania. Acest lucru se datorează faptului că Tafilah este în afara drumurilor bătute; Principalele autostrăzi ale Iordaniei nu trec prin oraș sau în apropiere. Cele două autostrăzi principale care leagă de la nord la sud Iordania sunt Autostrada Marea Moartă (Autostrada 65) și Autostrada Deșertului (Autostrada 15). Pentru a merge la Tafilah de pe Autostrada Deșertului, trebuie să acesați Autostrada 60 vest la Jurf Al Darawish.
Satul tradițional din apropiere, Dana și Rezervația Biosferei Dana din Wadi Dana este o atracție turistică unică.